# برانت وايدنر
برانت وايدنر (بالإنجليزية: Brant Weidner)‏ مواليد 28 أكتوبر 1960 في بنسيلفانيا، هو لاعب كرة سلة أمريكي سابق. بدأ مسيرته الاحترافية في سنة 1983. تم اختياره من قبل فريق سان أنطونيو سبرز خلال الدرافت. حمل الرقم 25. يبلغ طوله 6 قدم 9 بوصة (2.1 م). اعتزل اللعب في 1984. لعب مع نادي دين بوش لكرة السلة وسان أنطونيو سبرز.

## روابط خارجية
- برانت وايدنر على موقع إن بي أي (الإنجليزية)
- برانت وايدنر على موقع سبورتس رفرنس (الإنجليزية)
- برانت وايدنر على موقع كلية كرة السلة في سبورتس رفرنس.كوم (الإنجليزية)
- برانت وايدنر على موقع ريلجم (الإنجليزية)
- برانت وايدنر على موقع بروبوليرز (الإنجليزية)